# Emanation (Philosophie)
Emanation (von lateinisch emanatio „Ausfließen“, „Ausfluss“) ist ein Begriff der Philosophie und der Religionswissenschaft. Er bezeichnet in metaphysischen und kosmologischen Modellen das „Hervorgehen“ von etwas aus seinem Ursprung, der es aus sich selbst hervorbringt. Dabei wird metaphorisch an die Vorstellung des Ausfließens von Wasser aus einer Quelle oder der Lichtausstrahlung aus einer Lichtquelle angeknüpft. Modelle, die sich zur Welterklärung der Emanationsvorstellung bedienen, indem sie die Existenz von Dingen auf Emanation aus einer metaphysischen Quelle zurückführen, werden als emanatistisch bezeichnet (Emanationismus oder Emanatismus). Zu den Systemen mit emanatistischen Weltmodellen gehören vor allem der Neuplatonismus und von ihm beeinflusste philosophische und religiöse Lehren.

Darstellung der hinduistischen Gottheit Jagadamba als Ur-Mutter (Erschafferin) des Universums; die hinduistischen Hochgötter Brahma, Vishnu und Shiva sind nur ihre Emanationen.

Der Begriff „Emanation“ wird nicht nur für das Hervorgehen, sondern auch für das Hervorgegangene verwendet. In diesem Sinne sagt man beispielsweise, die (emanatistisch gedeutete) Schöpfung oder einzelne Wesen seien Emanationen des Schöpfergottes.        
Der mit „Emanation“ wiedergegebene altgriechische Begriff ist ἀπόρροια apórrhoia oder ἀπορροή aporrhoḗ (Ausfluss). Daneben wurden in der antiken griechischen Literatur auch die Ausdrücke προβολή probolḗ (das Hervorbringen) und πρόοδος pró[h]odos (das Hervorgehen) verwendet.

## Grundlagen emanatistischer Weltbilder

### Voraussetzungen
Den Ausgangspunkt bildet ein zentrales Problem der antiken Philosophie: die Frage nach dem Verhältnis von Einheit und Vielheit und der dieses Verhältnis bestimmenden Kausalität. Emanationsmodelle versuchen, die gesamte dem Menschen zugängliche Wirklichkeit als geordnetes System (Weltordnung) zu erfassen. Als Kriterium für die Einordnung der Dinge in das System gilt das in größerem oder geringerem Maße gegebene Vorhandensein des Merkmals „Einheit“ bzw. des gegenteiligen Merkmals „Vielheit“. „Einheit“ bedeutet, dass etwas allgemein, undifferenziert und umfassend ist, mit „Vielheit“ ist das Differenzierte und Komplexe sowie das Besondere und das Individuelle gemeint. Alle materiellen und immateriellen Dinge erhalten ihren Platz in der Weltordnung je nachdem wie einheitlich oder vielheitlich sie sind.
In der Ontologie (Lehre vom Sein) der emanatistischen Systeme ist die Gesamtwirklichkeit hierarchisch strukturiert. Sie besteht aus einer bestimmten Anzahl von Stufen (Hypostasen). Die oberste Stufe ist durch größtmögliche Einheit (Undifferenziertheit) charakterisiert und wird daher oft „das Eine“ genannt. Von oben nach unten nimmt die Differenziertheit zu. Auf der untersten, am stärksten ausdifferenzierten Stufe erreicht die Entfaltung der Besonderheit ihr Maximum. Sie zeigt sich in der höchst unterschiedlichen individuellen Beschaffenheit der Einzeldinge. Dieser Bereich ist durch die größtmögliche Fülle von einzelnen Merkmalen und Merkmalkombinationen gekennzeichnet. Dadurch erhält die unterste Stufe ein Höchstmaß an Mannigfaltigkeit, aber auch an Zerstreuung und Vereinzelung der Objekte, von denen jedes für sich steht und als separate Realität erscheint.
In der hierarchischen Ordnung steht das Allgemeinere, Umfassendere und Einheitlichere stets über dem Spezielleren, Vereinzelteren und Komplexeren (beispielsweise einem einzelnen sinnlich wahrnehmbaren Objekt). Das weniger Differenzierte hat einen höheren ontologischen Rang. Dies ergibt sich aus zwei für emanatistische Modelle charakteristischen Grundannahmen. Die erste lautet, dass das Allgemeine nicht bloß ein vom menschlichen Geist durch Abstraktion gebildetes und zur Verständigung genutztes mentales Konstrukt ist, sondern eine objektive metaphysische Realität. Diese Auffassung wird als „starker Realismus“ in der Universalienfrage bezeichnet. Die zweite Grundannahme besagt, dass der Prozess der Abstraktion, der vom relativ komplexen Besonderen zum relativ einfachen Allgemeinen führt, ontologisch betrachtet vom Verursachten zur Ursache voranschreitet. Somit gelangt man dabei von etwas Bewirktem und daher Untergeordnetem zum Bewirkenden und damit Übergeordneten. Das relativ Undifferenzierte umfasst das ihm zugeordnete relativ Differenzierte vollständig, das Differenzierte hingegen bildet nur einen Teil oder Aspekt des Undifferenzierten, zu dem es als Spezialfall oder besondere Erscheinungsform gehört. Somit ist das Besondere im Vergleich mit dem Allgemeinen stets mangelhaft. Das Allgemeine und Einfache bedarf für seine Existenz des Besonderen in keiner Weise, während umgekehrt die Existenz des Besonderen diejenige des Allgemeinen voraussetzt. Daher ist das Einfachere, welches das Komplexere umfasst, das Höherrangige. In religiöser Sprache ausgedrückt ist das Differenzierte stets weniger göttlich als das Undifferenzierte. Hieraus ergibt sich ein scharfer Gegensatz der Emanationsphilosophie zum Pantheismus, der Gott und Welt für schlechthin identisch erklärt.

### Das Emanationskonzept
Das Ausfließen der Vielheit
Zur näheren Charakterisierung des Kausalzusammenhangs zwischen verursachender  Einheit und verursachter Vielheit dient der Begriff Emanation. Das Differenzierte ist nur die Ausfaltung von etwas, was im Undifferenzierten auf gleichsam eingefaltete Weise vollständig enthalten ist. Wenn diese Ausfaltung als zeitlicher Vorgang aufgefasst oder zumindest wie ein solcher beschrieben wird, kann man von einem Hervorgehen oder metaphorisch von einem Ausfließen („Emanieren“) sprechen. Durch dieses „Ausfließen“ tritt eine Vielzahl von Eigenschaften zutage, die im Bereich der Vielheit wahrnehmbar sind. So betrachtet erscheint der Bereich der Vielheit als die Welt der Fülle. Da diese Fülle aber keinen anderen Ursprung hat als die Einheit, muss sie in dieser bereits ganz und gar vorhanden sein, wenn auch auf undifferenzierte, geeinte Weise. Somit erweist sich die Einheit als die eigentliche Fülle, während die einzelnen Dinge jeweils nur Teile oder Aspekte dieser Fülle besitzen können. Alles Hervorgegangene ist notwendigerweise geringer als seine Quelle. So gesehen ist jedes Hervorgehen von Besonderem aus Allgemeinem eine Erzeugung von relativ Minderwertigem, wenn man das Hervorgegangene mit der Quelle vergleicht. 
Großen Wert legen die Vertreter von Emanationsmodellen auf die Feststellung, Emanation bedeute zwar, dass auf der jeweils untergeordneten Stufe etwas von der übergeordneten empfangen wird, doch trete dadurch keinesfalls eine Minderung der Quelle ein. Auf der höheren Stufe verändere sich bei der Emanation nichts. Der „Ausfluss“ sei nicht so zu verstehen, dass die höhere Stufe etwas nach unten abgibt, was ihr selbst dann infolgedessen fehlt. Insofern besteht keine Analogie zu einer ausfließenden Flüssigkeit, sondern nur zur Lichtausstrahlung (wenn man annimmt, dass eine Lichtquelle wie die Sonne bei ihrer Ausstrahlung keine Einbuße erleidet).
Die Erklärung des Übels
Wenn man die Existenz der Einzeldinge auf Emanation zurückführt und damit die Differenzierung und Vereinzelung als Verarmung deutet, ergibt sich daraus eine für emanatistische Systeme typische Erklärung für den Ursprung des Mangels (in stärker wertender Terminologie: des Übels oder des Bösen). Diese Systeme werten die Weltordnung positiv, sie erklären sie entweder in ihrer Gesamtheit oder zumindest hinsichtlich der ontologisch höheren Stufen für gut. Das ursprüngliche Eine gilt als vollkommen, als das schlechthin Gute (aus menschlicher Perspektive betrachtet; an sich ist es bestimmungslos). Da in den Emanationsmodellen alles letztlich aus dem Einen stammt, können die direkt oder indirekt aus ihm hervorgegangenen Dinge nur Eigenschaften aufweisen, die ihnen ebenfalls aus dieser Quelle zukommen und daher gut sind. Die Übel sind somit keine realen Eigenschaften der Dinge, sondern Mängel infolge der Abwesenheit bestimmter guter Eigenschaften. Beispielsweise sind ethisch verwerfliche Taten ein Ergebnis von Unwissenheit, und Unwissenheit ist ein Mangel an Wissen. Solche Mängel müssen sich zwangsläufig aus dem Verlauf des Emanationsprozesses ergeben, da dieser ein Verarmungsvorgang ist, der seinen Abschluss dort findet, wo der Abstand zum schlechthin Guten der größtmögliche ist. Dort ist das Übel zu verorten. Je näher etwas dem Einen ist, desto „besser“ ist es, das heißt dem schlechthin Guten ähnlicher.
Einen Sonderfall bilden die theistischen Systeme. Sie identifizieren die ursprüngliche Einheit, aus der alles hervorgegangen sei, mit einem absolut vollkommenen Gott, der die Welt willentlich geschaffen habe und lenke. Damit stehen sie vor dem Problem der Theodizee (Erklärung des Übels). Hier bietet die emanatistische Deutung des Übels Ansätze für Lösungsvorschläge; das Übel erscheint dabei als notwendige Folge eines Emanationsprozesses, der die Voraussetzung dafür bildet, dass Vielheit und damit auch der Mensch überhaupt existieren kann.
Emanation und Schöpfung
Das neuplatonische Emanationsmodell macht Aussagen über die ontologische Stufenordnung, nicht über einen konkreten Schöpfungs- oder Weltentstehungsvorgang in der Zeit. Die Neuplatoniker hielten die Emanation für überzeitlich oder – zeitlich ausgedrückt – für ein immerwährendes Geschehen. Zwar erzählt Platon in seinem Dialog Timaios einen Mythos, der die Weltschöpfung als abgeschlossenen Vorgang darstellt, doch waren die antiken Interpreten mehrheitlich der Auffassung, er habe dies nur aus didaktischen Erwägungen zum Zweck der Veranschaulichung getan und in Wirklichkeit die Welt für ewig gehalten. Dieses Verständnis von Platons Lehre ist wahrscheinlich historisch korrekt.
Für emanatistisch denkende Philosophen, deren Religionen lehren, Gott habe die Welt in einem einmaligen Akt zu einer bestimmten Zeit erschaffen, stellte sich hier die Frage, inwieweit ihr Emanationskonzept mit ihrem religiösen Weltbild vereinbar ist. Dieses Problem haben sie unterschiedlich gelöst oder umgangen. Bei der Behandlung solcher heikler Fragen spielte auch der Umstand eine Rolle, dass emanatistische Lehren als Abweichung vom geoffenbarten Glauben und damit als strafbare Häresie gelten konnten.
Ein weiterer Aspekt des Spannungsverhältnisses zwischen Emanation und Schöpfung ist, dass das Verhältnis eines „aus dem Nichts“ oder „aus nichts“ erschaffenen Geschöpfs zu seinem Schöpfer von anderer Art zu sein scheint als das Verhältnis von etwas Hervorgegangenem zu der Instanz, aus der es hervorgegangen ist. In manchen Emanationsmodellen erscheint die Distanz zwischen dem Abgeleiteten und dessen Ursprung als vergleichsweise gering, denn das Hervorgegangene hat notwendigerweise am Wesen seiner Quelle „Anteil“ (Vorstellung der Teilhabe) und ist ihr als Abbild mehr oder weniger ähnlich. Das kann bedeuten, dass die menschliche Seele von sich aus befähigt ist, zur Sphäre der Gottheit aufzusteigen, da in ihr etwas Göttliches ist, das sie durch die Emanation empfangen hat. Auch die Vorstellung der Stufenordnung kann dazu beitragen, den Gegensatz zwischen Hervorbringer und Hervorgebrachtem zu verringern, da den Stufen eine Vermittlungsfunktion zwischen Einheit und Vielheit oder in theistischer Terminologie zwischen dem Schöpfer und seinen irdischen Geschöpfen zukommt. In Modellen einer Schöpfung aus nichts hingegen wird oft die Kluft zwischen dem Schöpfer einerseits und allem Geschaffenen andererseits betont.
Außerdem erscheint in Emanationsmodellen oft die Existenz der Welt als Notwendigkeit, da das Hervorbringende wegen seiner Überfülle von Natur aus „überfließend“ Dinge hervorbringt, während in theistischen Schöpfungsmodellen die Schöpfung als Ergebnis eines bestimmten göttlichen Willensakts dargestellt wird.
Hinzu kommt, dass in Emanationsmodellen oft eine Zweiwegkommunikation zwischen der (höchsten) Gottheit, der Emanationsquelle schlechthin, und einzelnen emanierten Wesen als unmöglich gilt. Man meint, dass es der höchstrangigen Instanz unwürdig wäre, sich mit Wesen zu befassen, die weniger vollkommen sind als sie selbst. Diese Vorstellung kollidiert mit geoffenbarten religiösen Lehren, die von einer Interaktion zwischen Gott und Mensch ausgehen.

## Geschichte

### Antike
Vorsokratiker
Schon in der Naturerklärung vorsokratischer Denker (Empedokles, Demokrit) ist von Abfluss die Rede. Damit ist aber nicht Emanation im später geläufigen philosophischen Sinn gemeint, sondern es handelt sich um einen Fluss von Materieteilchen. Von allen dem Wandel unterliegenden Dingen gehen unablässig Abflüsse aus. Jede Beeinflussung eines veränderlichen Objekts durch ein anderes wird als materieller Abfluss vom Beeinflussenden zum Beeinflussten gedeutet. In Wahrnehmungslehren wie denen des Empedokles und Demokrits geht es um eine materielle Grundlage der Wahrnehmung über eine Distanz hinweg (Sehen, Hören, Riechen). Solche Sinneswahrnehmung wird auf einen hypothetischen Teilchenstrom vom Wahrnehmungsobjekt zum Wahrnehmenden zurückgeführt. Beispielsweise beruht das Sehen darauf, dass die vom sichtbaren Objekt ausströmenden Teilchen ins Auge des Wahrnehmenden eindringen.
Gnosis
Eine metaphysische Bedeutung erhielt der Begriff des Ausflusses erst in der Gnosis, einer religiösen Strömung der römischen Kaiserzeit. Die Emanation war anscheinend von Anfang an ein Hauptelement gnostischen Denkens und wurde metaphorisch vor allem mit der Lichtausstrahlung verbunden. Die Gnostiker unterschieden zwischen dem Schöpfergott (Demiurgen), den sie für eine ethisch fragwürdige Person hielten, und dem guten „fremden“ Gott, der an der Schöpfung in keiner Weise beteiligt ist, aber als Erlöser von außen eingreift und zum Menschen in Beziehung tritt. In diesem Modell besteht eine Hauptschwierigkeit darin, dass der fremde Gott eigentlich mit der Schöpfung des Demiurgen nichts zu tun hat; es gibt nichts, was ihn mit ihr verbindet. Daher stellt sich die Frage, wie überhaupt zwischen ihm und der vom Demiurgen geschaffenen Welt ein Kontakt möglich ist. Nach der gnostischen Lehre ist der fremde Gott trotz seiner Fremdheit in der Lage, in der Schöpfung seinen Einfluss geltend zu machen. Dieser Einfluss wird als Emanation erklärt. Von dem fremden Gott strahlt etwas aus, was Ausdruck seines Wesens ist, wie Licht in die Schöpfung hineinleuchtet und für die Menschen erkennbar ist. Damit ist zwischen dem fremden Gott und der Schöpfung eine Brücke geschlagen, welche die von den Gnostikern erstrebte Erlösung, die Befreiung aus der Welt des Demiurgen, als möglich erscheinen lässt.
Die Gnostiker verorteten die unterschiedlichen von ihnen angenommenen Arten von Wesenheiten, sowohl reine Geistwesen als auch die menschlichen Seelen, auf verschiedenen Stufen einer hierarchischen, durch Emanation entstandenen Ordnung. Die sinnlich wahrnehmbare Welt galt nur hinsichtlich ihres Stoffs als Ergebnis von Emanation; ihre Gestaltung durch den Demiurgen fassten die Gnostiker als Erschaffung auf. Das Schöpfungswerk des Demiurgen hielten sie für verfehlt oder für eine Frucht seiner Böswilligkeit, auf jeden Fall für etwas gegenüber den Emanationsprodukten Minderwertiges.
Neuplatonismus
Bei Platon kommt der Begriff des Emanierens zur Veranschaulichung einer Entstehung oder ontologischen Abhängigkeit nicht vor, doch spricht schon sein Schüler Speusippos von einem Hervorgehen der Natur der seienden Dinge aus dem Einen. In der Zeit des Mittelplatonismus, die im 1. Jahrhundert v. Chr. begann und im 3. Jahrhundert endete, vermieden es die Platoniker, die Ausfluss-Vorstellung auf zentrale Bereiche ihrer Philosophie anzuwenden. Erst Plotin († 270), der Begründer des Neuplatonismus, griff den Gedanken der Emanation auf. Allerdings machte er nur spärlich von Wörtern, die ein Entströmen ausdrücken, Gebrauch. Ihn störte die Gefahr von Missverständnissen bei der Übertragung des bildlichen Ausdrucks „Ausfliessen“ auf metaphysische Gegebenheiten. Wegen dieser Problematik fügte er einschränkend „gleichsam“ hinzu. Plotin gab dem neuplatonischen Modell die hierarchische Grundstruktur, die es in der Folgezeit behielt. An die Spitze stellte er das absolut undifferenzierte Eine, aus dem der Nous (Geist, Intellekt) hervorgeht (emaniert), der seinerseits aus sich die Weltseele hervorgehen lässt. Das Hervorgehen ist nicht zeitlich, sondern nur in übertragenem Sinn gemeint, denn Nous und Weltseele gehören der ewigen geistigen (intelligiblen) Welt an. Unter dem intelligiblen Kosmos befindet sich die Welt des sinnlich Wahrnehmbaren, die von der Weltseele hervorgebracht und belebt wird.
Im späteren Neuplatonismus wurde Plotins Emanationsmodell stärker ausdifferenziert; die Neuplatoniker schoben zwischen dem Einen und dem untersten Bereich der geistigen Welt eine Reihe von vermittelnden Zwischenstufen ein. Sie pflegten bei der Beschreibung der Ableitungsverhältnisse Ausdrücke wie „Ausfließen“ zu vermeiden und bevorzugten den Begriff „Hervorgehen“ (griechisch πρόοδος pró[h]odos). Die in der Forschungsliteratur gängige Bezeichnung „Emanation“, die auf der Vorstellung des Ausfließens basiert, ist daher als Bezeichnung für das Hervorgehen in den Modellen der spätantiken Neuplatoniker unpräzis.
Das Hervorgehen wird im Neuplatonismus als eines der Elemente einer Trias (Dreiheit) aufgefasst, die aus Verharren, Hervorgehen und Rückkehr besteht. Bezogen auf den Nous geht es um das Verharren des Geistes in sich, sein Hervorgehen in die Vielheit und seine Rückkehr zu seiner Einheit. Dabei handelt es sich weder um Ortsveränderungen noch um aufeinander folgende Phasen, sondern die gegenläufigen Bewegungen des Hervorgehens und der Rückkehr erfolgen simultan und das Verharren erfährt dadurch keine Veränderung. Die drei Elemente bedingen einander, sie machen die Selbstreflexion des Geistes aus. Keines von ihnen kann isoliert werden.
Der spätantike Neuplatoniker Proklos arbeitet das Konzept der Trias systematisch aus und macht es zur Grundlage seines ontologischen und kosmologischen Modells. Er lehrt, alles Hervorgegangene wende sich auf seinen Ursprung zurück. In diesem System fällt der Endpunkt des Rückgangs mit dem Ausgangspunkt des Hervorgangs zusammen, daher bilden die drei Elemente der Trias – bildhaft ausgedrückt – Momente einer kreisförmigen Aktivität. So erhält die Wirklichkeit eine dynamische Struktur. Die Rückkehr macht den Hervorgang nicht rückgängig, sie hebt ihn nicht auf. Der Hervorgang bewirkt das Sein des Hervorgegangenen. Die Rückkehr führt nicht zum Verlust dieses Seins, sondern ist Rückwendung zu dessen Ursache. Als solche verbindet sie Ursache und Verursachtes. Sie verleiht dem Verursachten seine Güte, denn mit der Rückwendung wendet sich das Verursachte etwas zu, was vollkommener ist als es selbst, und richtet sein Streben auf dieses. Dadurch erlangt es für sich die ihm zukommende spezifische Vollkommenheit.
Bibel und Kirchenväter
Der Begriff Ausfluss (Emanation) in einem übertragenen philosophischen und theologischen Sinn kommt im Neuen Testament nicht vor, im Alten Testament nur an einer Stelle, im Buch der Weisheit, wo – wohl unter platonischem Einfluss – die Weisheit als Ausfluss der Herrlichkeit des Allherrschers bezeichnet wird.
In der antiken christlichen Großkirche diente der Begriff der Emanation anfangs vereinzelt als Mittel zur Veranschaulichung einer Rangordnung innerhalb der Trinität. Einige Theologen stellten Christus oder den Heiligen Geist als Emanation von Gottvater dar, was eine Unterordnung unter diesen bedeutete. Dieses Trinitätsverständnis konnte sich aber nicht durchsetzen. Schon im 3. Jahrhundert sprach sich Origenes gegen die Bezeichnung Christi als Emanation des Vaters aus. Der einflussreiche Kirchenvater Athanasios († 373) bekämpfte die christologische Verwendung des Emanationsgedankens, die auch von den Arianern abgelehnt wurde und allgemeiner Verurteilung anheimfiel. Im griechischsprachigen Osten des Römischen Reichs fiel die Verdammung heftiger aus als im lateinischsprachigen Westen, doch siegten auch im Westen die Gegner der emanatistischen Christologie. Eine Ausnahme unter den Kirchenvätern des 4. Jahrhunderts bildete Gregor von Nyssa, der den Ausdruck „Hervorgehen“ für das Verhältnis Christi zum Vater für zulässig hielt, allerdings nur im Rahmen der Lichtmetaphorik.
Während der Emanationsgedanke aus der Trinitätslehre definitiv verbannt wurde, blieb er in der Schöpfungslehre lebendig. Bei dem sehr angesehenen, stark neuplatonisch beeinflussten spätantiken Theologen Pseudo-Dionysius Areopagita kommt dem Motiv des Hervorgehens in der Interpretation des Verhältnisses von Schöpfer und Schöpfung eine zentrale Stellung zu. Der Kirchenvater Augustinus hingegen, eine der führenden theologischen Autoritäten des Westens, vermied konsequent einen emanatistischen Sprachgebrauch in der Schöpfungslehre.

### Mittelalter
Im Mittelalter verwendeten vor allem stark neuplatonisch orientierte christliche, jüdische und muslimische Denker das emanatistische Gedankengut zur philosophischen Interpretation der Schöpfungslehre ihrer Religionen.
Christentum
Zu den christlichen Autoren, die das Emanationskonzept besonders betonten, gehören Eriugena (9. Jahrhundert), Meister Eckhart († 1327/1328) und in der Epoche des Übergangs zwischen Spätmittelalter und Früher Neuzeit der Humanist Nikolaus von Kues († 1464). Der berühmte Gelehrte Albertus Magnus († 1280) vertrat ebenfalls eine emanatistische Lehre. Sogar der einflussreiche Theologe Thomas von Aquin, der den Platonismus kritisch beurteilte, nannte den Schöpfungsvorgang eine Emanation alles Seienden aus der universalen Ursache, allerdings ohne damit weitere neuplatonische Konnotationen zu verbinden. Der Liber de causis, die hochmittelalterliche lateinische Übersetzung einer frühmittelalterlichen arabischen Schrift, trug viel zur Verbreitung von emanatistischen Vorstellungen antiken Ursprungs im christlichen Europa bei. 
Islam
In der islamischen Welt wurde für die Emanation der arabische Ausdruck fayḍ verwendet. Unter den muslimischen Philosophen traten vor allem al-Fārābī und Ibn Sīnā (Avicenna) mit emanatistischen Modellen hervor. Auch al-Kindī erklärte die Schöpfung emanatistisch. Die „Brüder der Reinheit“ vertraten eine stark am antiken Neuplatonismus orientierte Emanationslehre. Der Emanationsgedanke verbreitete sich in philosophischen Kreisen, stieß aber auch auf heftige Ablehnung. Ibn Rušd (Averroes) verwarf das Emanationskonzept nachdrücklich. Der berühmteste Gegner des Emanationsdenkens war der Theologe al-Ġazālī. Faḫr ad-Dīn ar-Rāzī argumentierte gegen Avicennas Theorie, Naṣīr ad-Dīn aṭ-Ṭūsī verteidigte Avicennas Position gegen die Kritik ar-Rāzīs.
Judentum
Eine wichtige Rolle spielt die Emanation in der Schöpfungsdeutung neuplatonisch orientierter jüdischer Philosophen wie Isaak Israeli und Solomon ibn Gabirol, im aschkenasischen Chassidismus und in der Kabbala. Isaak Israeli und ibn Gabirol übernehmen den neuplatonischen Gedanken einer stufenweisen Emanation, die bewirkt, dass die Welt hierarchisch in die entsprechenden Seinsstufen gegliedert ist. Im Rahmen dieses Konzepts nehmen sie an, dass nur die erste und höchste Stufe der Schöpfung unmittelbar von Gott hervorgebracht worden ist. Bei Isaak Israeli ist diese oberste Stufe der Intellekt, der durch die Verbindung der von Gott erschaffenen ersten Form mit der ebenfalls erschaffenen ersten (geistigen) Materie entstanden ist. Auch ibn Gabirol weist dem Intellekt diese Stellung und Beschaffenheit zu; er schwankt aber bei der Frage, ob der Emanationsprozess von Gott selbst oder vom erschaffenen Intellekt ausgeht. Die übrigen Stufen bis hinab zur untersten, der Materie, sind nach der Auffassung der beiden Denker der jeweils nächsthöheren Stufe entsprungen und haben somit ihren Ursprung nur mittelbar in Gott. Ibn Gabirol nimmt zusätzlich als vermittelnde Instanz zwischen Gott und dem Intellekt den Willen Gottes an.
Ein Emanationsmodell vertritt auch der teils neuplatonisch, teils aristotelisch denkende Philosoph Abraham bar Chija. Nach seiner Lehre ist das ursprünglich von Gott ausgehende Licht – ein metaphysisches Prinzip – der Faktor, der die einzelnen Schöpfungsvorgänge bewirkt und lenkt. Der jüdische Aristoteliker Abraham ibn Daud deutet die Schöpfung ebenfalls als Emanation, wobei nur die höchste Emanationsstufe direkt aus Gott hervorgeht. Auch Maimonides bedient sich einer emanatistischen Ausdrucksweise; er greift auf die Metapher des Ausfließens aus einer Wasserquelle zurück.

### Neuzeit
Der protestantische Theosoph Jacob Böhme folgte dem jüdischen Kabbalisten Azriel von Gerona, indem er von der Emanation der Welt aus dem „Urgrund“ Gottes sprach, und inspirierte damit das Werk William Blakes.
Auch neuzeitliche Philosophen haben die Schöpfung als ein Ausfließen des Geschaffenen aus Gott gedeutet. Leibniz meinte, es sei „völlig klar“, dass Gott die erschaffenen Substanzen „unablässig in einer Art von Emanation hervorbringt, so wie wir unsere Gedanken hervorbringen“. Diese Emanation hielt Leibniz aber nicht für naturnotwendig. Schelling stellte fest, es bestehe allgemeiner Konsens darüber, dass die Gottheit „unendliche Mittheilsamkeit und Ausfließlichkeit ist“. In der Natur Gottes seien notwendigerweise zwei Prinzipien, „das ausquellende, ausbreitsame, sich gebende Wesen, und eine ebenso ewige Kraft der Selbstheit, des Zurückgehens auf sich selbst, des in-sich-Seyns“. Er betonte den diskontinuierlichen Charakter des Hervorgehens aus dem Absoluten, den er als „Sprung“ oder „Sich-Losreißen“ auffasste, und kritisierte die ontologische Grundlage des neuplatonischen Stufenmodells. Im Gegensatz zu den Neuplatonikern deutete Schelling den Prozess von Hervorgang und Rückgang geschichtlich.
Hegel greift den antiken Gedanken der Emanation auf. Er bezeichnet das Wirkliche ausdrücklich als Emanation, spricht ihm aber den göttlichen Charakter ab; die reine Immanenz des Absoluten in der Welt schließt er aus. Die Welt sei nicht Emanation der Gottheit, sondern nur Emanation als Teil der unendlichen Teilung der ursprünglichen transzendenten Einheit, wobei diese Teilung paradoxerweise die ursprüngliche Einheit ungeteilt lasse. Eine wichtige Rolle spielt in Hegels Philosophie die aus dem Neuplatonismus stammende Dreiheit Verharren, Hervorgehen und Rückkehr, die er an Proklos’ Lehre anknüpfend als Struktur der konkreten Totalität auffasst. Hegel geht von Proklos’ Verständnis aus, wonach die Dreiheit nicht ein nur formales Gliederungsprinzip ist, sondern ontologische Struktur und dynamische Identität.
Das Erste Vatikanische Konzil verurteilte 1870 in der Dogmatischen Konstitution „Dei Filius“ jede Art von Emanationslehre: „Wer sagt, die endlichen Dinge – sowohl die körperlichen als auch die geistigen oder wenigstens die geistigen – seien aus der göttlichen Substanz ausgeflossen, […] der sei mit dem Anathema belegt.“